# Odlo
ODLO is een in Zwitserland gevestigd maar van oorsprong Noors merk van sportkleding. Het werd in 1946 opgericht door de Noor Odd Roar Lofterød senior, die in 1979 opgevolgd werd door zijn zoon Odd Roar jr. In 1986 besloot men om ODLO internationaal uit te bouwen en werd ODLO International AG opgericht met hoofdzetel nabij Zug (Zwitserland). Momenteel is de ODLO International AG gevestigd in Hünenberg, met als CEO Daniel Eppler.
ODLO behoorde van april 2006 tot mei 2010 aan de Amerikaanse private equity TowerBrook Capital Partners. In juni 2010 werd ODLO gekocht door Herkules, het grootste private-equityfonds in Noorwegen. In mei 2020 werd het bedrijf overgenomen door Monte Rosa Sports Holding AG.
ODLO is bekend voor zijn functionele onderkledij voor sporters, in het bijzonder voor Noordse skiërs (langlaufen, biatlon), maar ook voor fietsen en hardlopen. Het introduceerde in 1963 kledij voor langlaufers in synthetische Helancavezel (polyamidevezel) en het nationale Noorse team gebruikte ze op de Olympische Winterspelen 1964. In 1973 bracht ODLO synthetische sportonderkleding op de markt.